# Crepidium prasinum
Crepidium prasinum är en orkidéart som först beskrevs av Henry Nicholas Ridley, och fick sitt nu gällande namn av Dariusz Lucjan Szlachetko. Crepidium prasinum ingår i släktet Crepidium, och familjen orkidéer. Inga underarter finns listade i Catalogue of Life.